# Карем, Морис
Морис Каре́м (фр. Maurice Carême; 12 мая 1899, Вавр — 13 января 1978, Андерлехт) — бельгийский франкоязычный поэт.

## Биография
Морис Карем родился 12 мая 1899 в Вавре, в семье художника и бакалейщицы. У него было две сестры (одна умерла в возрасте до одного дня) и два брата (один из них умер в восемь месяцев). Он провел своё детство и юность в Вавре. В 15 лет он написал свои первые стихи, вдохновленные другом детства, Бертой Детри (Bertha Detry). Он никогда не переставал писать. Яркий студент, он получает стипендию и поступает в «École Normale». Несмотря на то, что Морис рос в скромных условиях, его детство было очень счастливым, что и отразилось на его произведениях. В 1918 году он был назначен преподавателем в Андерлехте. Он оставил Вавр и поселился в пригороде Брюсселя. 
В 1919 году он основал литературный журнал «Наша Молодёжь» («Nos Jeunes»), переименованный в 1920 году в «Независимый Журнал» («La Revue indépendante»). Морис Карем сначала сотрудничал с журналом «Anthologie de Georges Linze», затем вступает в «La Revue sincère» (1922).
В 1933 году он построил дом под названием «Белый дом» («La Maison blanche») в Андерлехте, на авеню Нелли Мельба, который сейчас является музеем Мориса Карема. Он умер 13 января 1978 в возрасте 78 лет.
Изображен на бельгийской почтовой марке 1986 года.

## Творчество
Карем – один из крупнейших франкоязычных поэтов XX века, автор 60 поэтических сборников. В 1972 году в Париже он был провозглашен «королём поэтов», а его стихи переведены более чем на 100 языков мира.
Основным направлением творчества Карема были детские стихи, а сборник «Сказок для Каприны» Карем посвятил своей жене Андрэ Горбон.
По мнению Михаила Яснова, одного из переводчиков поэзии Карема на русский язык, Карем

уже при жизни стал классиком детской поэзии. Можно сказать, что все детские поэты современной Франции так или иначе с ним связаны, — многие с ним дружили, многие у него учились. Четверть века преподавал он в младших классах своей родной Бельгии. И хотя ещё в 1926 году получил первую литературную премию, но только в разгар второй мировой войны решил целиком посвятить себя литературе. Он полагал, что юный читатель должен узнать и полюбить много добрых, светлых и весёлых стихов, - тогда и в жизни он будет добрым и светлым человеком. Стихи Карема — а у него вышел не один десяток сборников — известны сейчас повсюду. Это стихи лирические и забавные, стихи, обращенные к Богу и к простому ребёнку, стихи радостные и печальные… Их включают в учебники и хрестоматии, изучают в школах и читают дома, потому что в поэзии Карема сосредоточен целый мир детства.

В то же время и стихи Карема, предназначенные взрослой читательской аудитории, отличаются (за исключением ранних экспериментов, в которых чувствуется влияние сюрреализма и футуризма) простотой, ясностью и философской глубиной. Как отмечал Морис Ваксмахер, автор статьи о Кареме в Большой советской энциклопедии,

Картины родной природы, философские раздумья, антивоенные мотивы, стихи о любви — таков круг основных тем Карема. <...> В некоторых стихах несомненна связь с народной песней и балладой. Для Карема характерно жизнерадостное видение мира.

Кроме Михаила Яснова, творчество Мориса Карема на русский язык переводили В. Берестов, А. Тимонина, М. Ваксмахер, Л. Зиман и С. Нестеров. 
Стихотворение Мориса Карема «Хромой король», являющееся, пожалуй, самым известным в России, поскольку на него ещё в 1965 году  Александром Дуловым была написана популярная песня, перевел Михаил Кудинов.

## Издания на русском языке
- В сборнике: Стихи бельгийских поэтов, М., 1959
- В сборнике: Из современной бельгийской поэзии, М., 1965М
- Стихи для детей, М., 1967
- Карем М. Слоны / пер. с фр. В. Берестов. — Детская литература, 1980. — (Для маленьких).
- Морис Карем. / пер. с фр. М. Кудинов. // Из современной бельгийской поэзии.  — М.: Прогресс, 1981. С. 7-76.
- Карем М. Морской замок. — Петербург - XXI век, 1999. — 286 с. — 5000 экз. — ISBN 5-88485-065-4.
- Карем М. Творение шестого дня и другие истории. — Центр «Нарния», 2007. — (Сундук сказок). — 3000 экз. — ISBN 978-5-901975-54-1.
- Карем М. Сказки для Каприны = Contes pour Caprine. — Розовый жираф, 2009. — 132 с. — 7000 экз. — ISBN 978-5-903497-21-8.
- Карем М. Кошки-мышки. — Розовый жираф, 2010. — 64 с. — 7000 экз. — ISBN 978-5-903497-24-9.
- Карем М. Стихотворения. — Текст, 2011. — 317 с. — 3000 экз. — ISBN 978-5-7516-0937-5.